# (Triméthylsilyl)méthyllithium
Le (triméthylsilyl)méthyllithium est un organolithien organosilicié de formule chimique (CH3)3SiCH2Li, souvent abrégée LiCH2tms, où « tms » représente le groupe triméthylsilyle –Si(CH3)3. Il cristallise sous la forme d'un hexamère prismatique hexagonal [LiCH2tms]6, semblable à certains polymorphes du méthyllithium CH3Li. On en a caractérisé de nombreux adduits, dont les complexes d'éther diéthylique à géométrie cubane Li4(μ3-CH2tms)4(Et2O)2 et Li2(μ-CH2tms)2(tmeda)2.

## Production
Le (triméthylsilyl)méthyllithium est distribué commercialement en solution dans le tétrahydrofurane (THF). Il est généralement produit en traitant du chlorométhyltriméthylsilane (CH3)3SiCH2Cl avec le n-butyllithium CH3CH2CH2CH2Li :
(CH3)3SiCH2Cl + CH3CH2CH2CH2Li ⟶ (CH3)3SiCH2Li + CH3CH2CH2CH2Cl.
Le réactif de Grignard chlorure de (triméthylsilyl)méthylmagnésium (CH3)3SiCH2MgCl est souvent utilisé de manière équivalente au (triméthylsilyl)méthyllithium ; il est préparé par réaction de Grignard sur le chlorure de (triméthylsilyl)méthyle,.

## Application à la formation d'alcènes
Un exemple de réaction de Peterson fait intervenir du (triméthylsilyl)méthyllithium (R4 = Me, R3 = H) avec des aldéhydes (R2 = alkyle et R1 = H) et des cétones (R2 = R1 = alkyle) pour donner des alcènes terminaux >C=CH2 :

Oléfination de Peterson.

## Dérivés métalliques
Le (triméthylsilyl)méthyllithium est largement utilisé en chimie des organométalliques avec des métaux de transition pour fixer des ligands (triméthylsilyl)méthyle (CH3)3SiCH2–. Ces complexes sont généralement obtenus par métathèse à l'aide de chlorures de métaux de transition (en). Ces composés sont souvent très solubles dans les solvants organiques. Ils sont rendus stables par l'encombrement stérique des ligands (triméthylsilyl)méthyle ; ils résistent à l'élimination de β-hydrure, et de ce point de vue le ligand (triméthylsilyl)méthyle est semblable au ligand néopentyle (CH3)3C–.

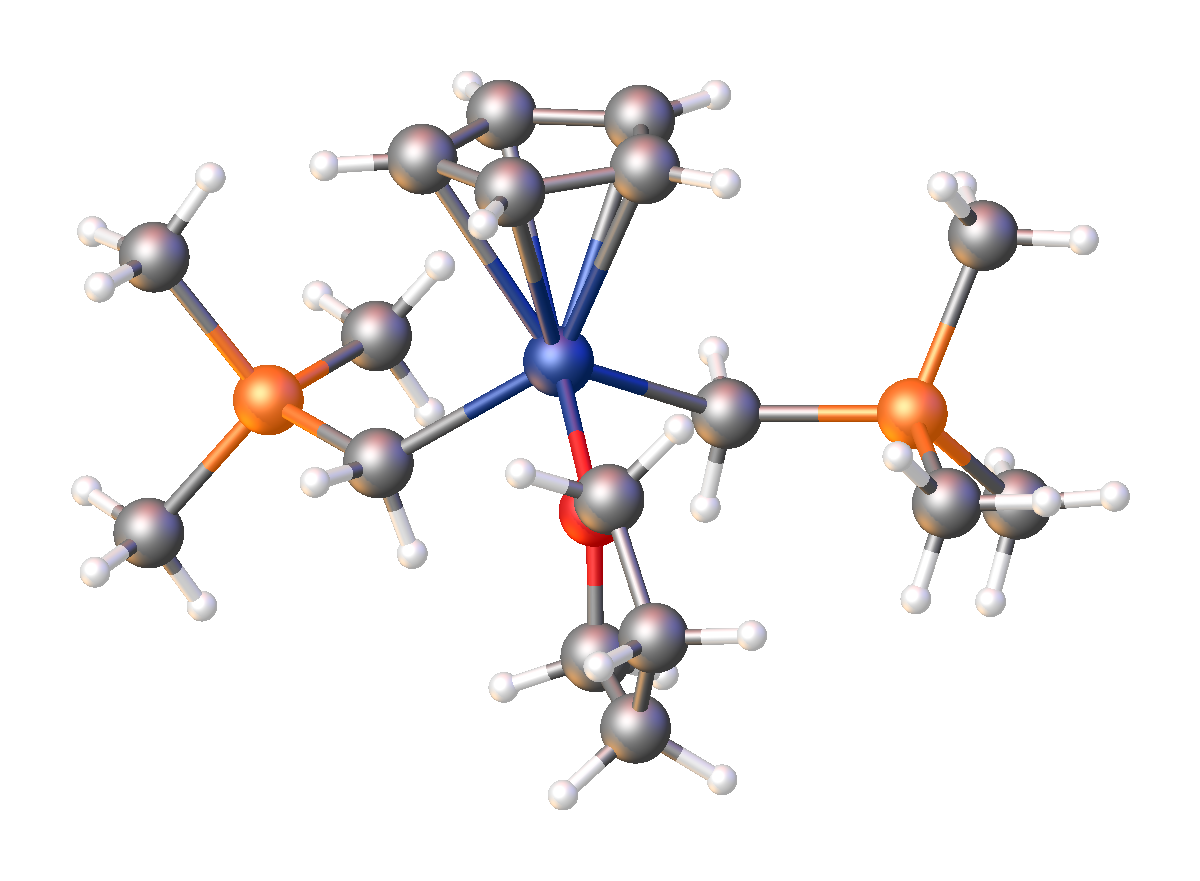
Structure du complexe organométallique de scandium avec deux ligands (triméthylsilyl)méthyle (C5H5)Sc(CH2tms)2(thf), où « tms » = (CH3)3Si– et « thf » = tétrahydrofurane[9]. __ Si   __ Sc   __ O.